# رينو توينجو
رينو توينجو هي سيارة مدينة صغيرة تم إنتاجها من طرف المصنع الفرنسي رينو. ظهرت سيارة توينجو أول مرة (نموذج ذو بابين ومحرك أمامي) في معرض باريس للسيارات في سبتمبر 1992 وبدأ في تسويقها في السوق الأوروبية سنة 1993.أطلقت رينو الجيل الثاني من سيارة توينجو (بابين ومحرك أمامي) في صيف عام 2007، والجيل الثالث (أربعة أبواب ومحرك خلفي) لأول مرة في معرض جنيف للسيارات سنة 2014 وأطلقت رسميا في سبتمبر 2014.

## الجيل الأول (1993 - 2007)
كان الإطلاق الفعلي لها في أفريل 1993 وبيعت في الأسواق الأوروبية حتى عام 2007، وتم تحديث النموذج سنة 1998 و 2000 وكذلك في 2004.

### التطوير
صممت السيارة تحت إشراف باتريك لو كويمون كبير المصممين لدى رينو. السيارة مستمدة من مجموعة مفاهيم المقدمة من خلال مشروع W60 عندما كان غاستون جوكيت كبير المصممين لدى رينو، ويهدف المشروع إلى استبدال رينو 4 باستخدام نموذج صغير. لوكويمون إختار تصميم جون بيار بلووي لتطوير نسخة الإنتاج، حيث كان تصميما غير تقليدي في الواجهة الأمامية التي تشبه «الابتسامة».كما إحتوت على تجهيزات داخلية ووحدة تحكم مركزية ومساحة واسعة.
وكانت رينو قد شاركت بين عامي 1984-1991 في مشروع "Mono-Box' ECO 2000" جنبا إلى جنب مع بيجو سيتروين والحكومة الفرنسية.
إحتوت لوحة أجهزت القياس في توينجو على عداد سرعة ومقياس للوقود وعداد مسافة للرحلات، مع وجود أضواء تحذيرية. كما تضمن المقعد الخلفي ألية انزلاق لتوفير مساحة أكبر للأمتعة.

### محركات
تم استبدال جميع المحركات بمحرك 8 صمامات بسعة 1.15 لتر بقوة 60 حصان، ومحرك 16 صمام وبقوة 75 حصانافي عام 2000.
مصنع رينو الأم صنع النموذج منذ إطلاقه حتى جوان 2007. وكذلك مصانع الشركة في كولومبيا والأوروغواي من 1997 إالى 2007 وبقيت في الإنتاج في كولومبيا حتى عام 2012 من قبل شركة sofasa للإمداد سوق أمريكا الجنوبية.

### الجدول الزمني
في أفريل من عام 1993 أطلقت توينجو منخفضة السعر بأربعة ألوان خارجية منها الأحمر المرجاني، الأصفر الهندي، والأخضر القاتم، والأزرق الفاتح، في جوان 1994 أدخلت على السيارة بعض التعديلات الداخلية الطفيفة. وبعد أربعة أشهر تم إطلاق نموذج توينجو إيزي (Easy) مع علبة السرعة شبه أتوماتيكية.
في سبتمبر من عام 1995، تم إطلاق نسخة خاصة من توينجو، والتي جاءت بوسائد هوائية اختيارية. في جويلية 1996، تم تزويد السيارة بمحرك 1149 سي سي (من كليو) ليحل مكان المحرك السابق من رينو 5 كما تم إدخال تحسينات جديدة كضوء المكابح الثالث.
بعد ذلك بعامين خضعت توينجو لأولى لتعديلات الكبيرة في الداخل حيث تم تغير لوحة أجهزة القياس. أما خارجيا فتم تعديل الأضواء الأمامية والخلفية وكذلك مؤشرات الاتجاه الأمامية التي دمجت مع المصابيح. بعد شهرين تم إطلاق نموذج المحدث توينجو إينيتيال (Initiale).
في سبتمبر 2000، خضعت توينجو للتعديل الرئيسي الثاني. حيث أضيفت إطارات 14 بوصة وتم تعديل الأبواب وأضيفت جيوب كبيرة في الداخل مع صندوق داخلي أسود وكذلك تبديل عتلة تغيير السرعة.
في ديسمبر عام 2000 تم تغيير المحرك ليصبح بسعة 1.2 لتر ب16 صماما وبقوة 75 حصانا. وفي أبريل سنة 2001 تم تغيير علبة السرعة وأضيفت علبة سرعة شبه أوتوماتيكية وسمي النموذج كويكشيفت (Quickshift) وجاءت تعديلات لاحقة في سبتمبر2002 مست الديكور الداخيلي وأغطية العجلات.
سبتمبر 2004 شهدت توينجو ثالث التعديلات الرئيسية. حيث تم تركيب شعار رينو في مقدمة الغطاء، وأضيفت الجانب أشرطه احتكاك ومجموعة جديدة من الألوان الخارجية.
في عام 2007 إنتهى إنتاج توينجو وتسويقها في السوق الأوروبية لتحل محلها توينجو 2 .

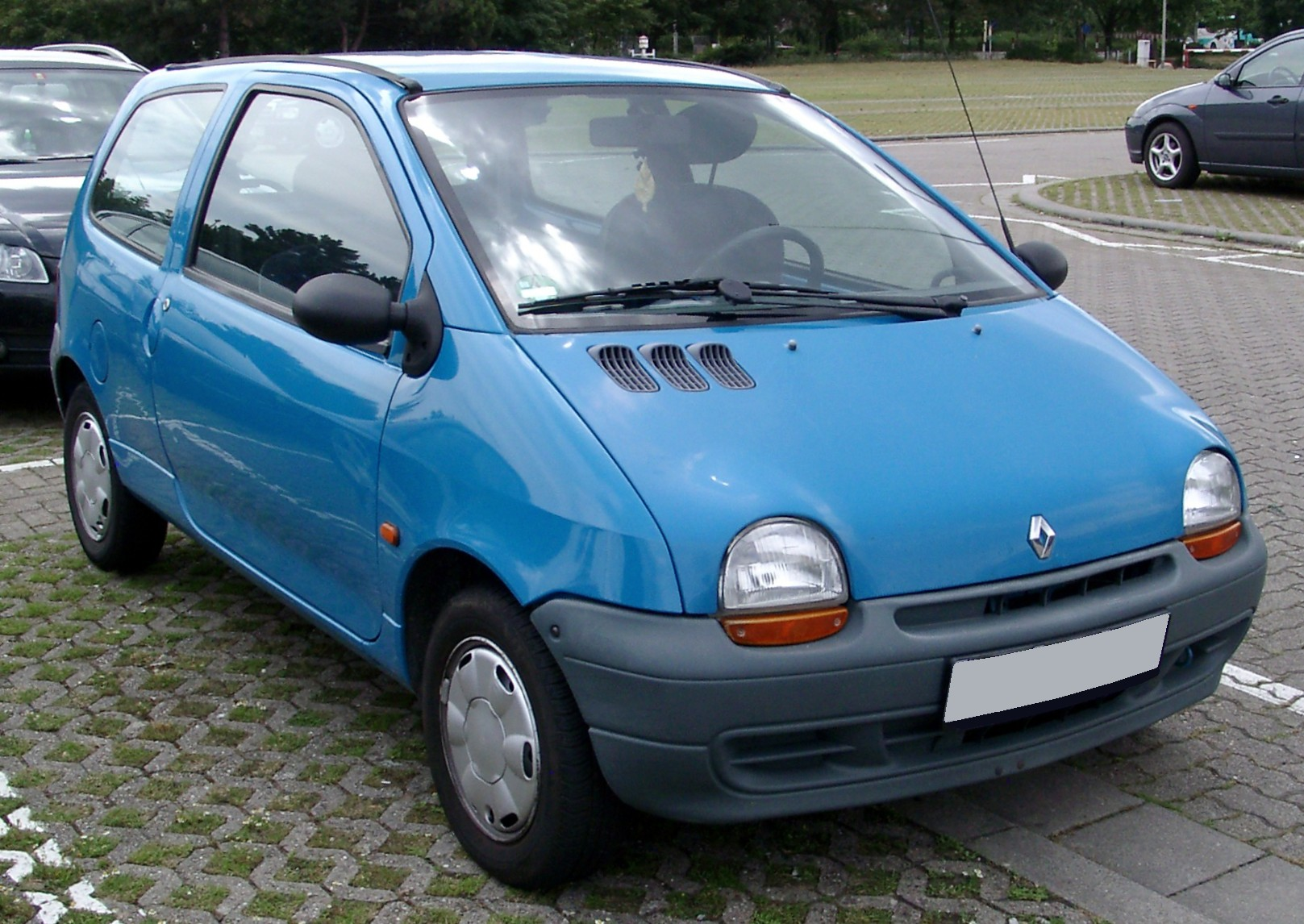
1993–1998 مقدمة ، توينجو
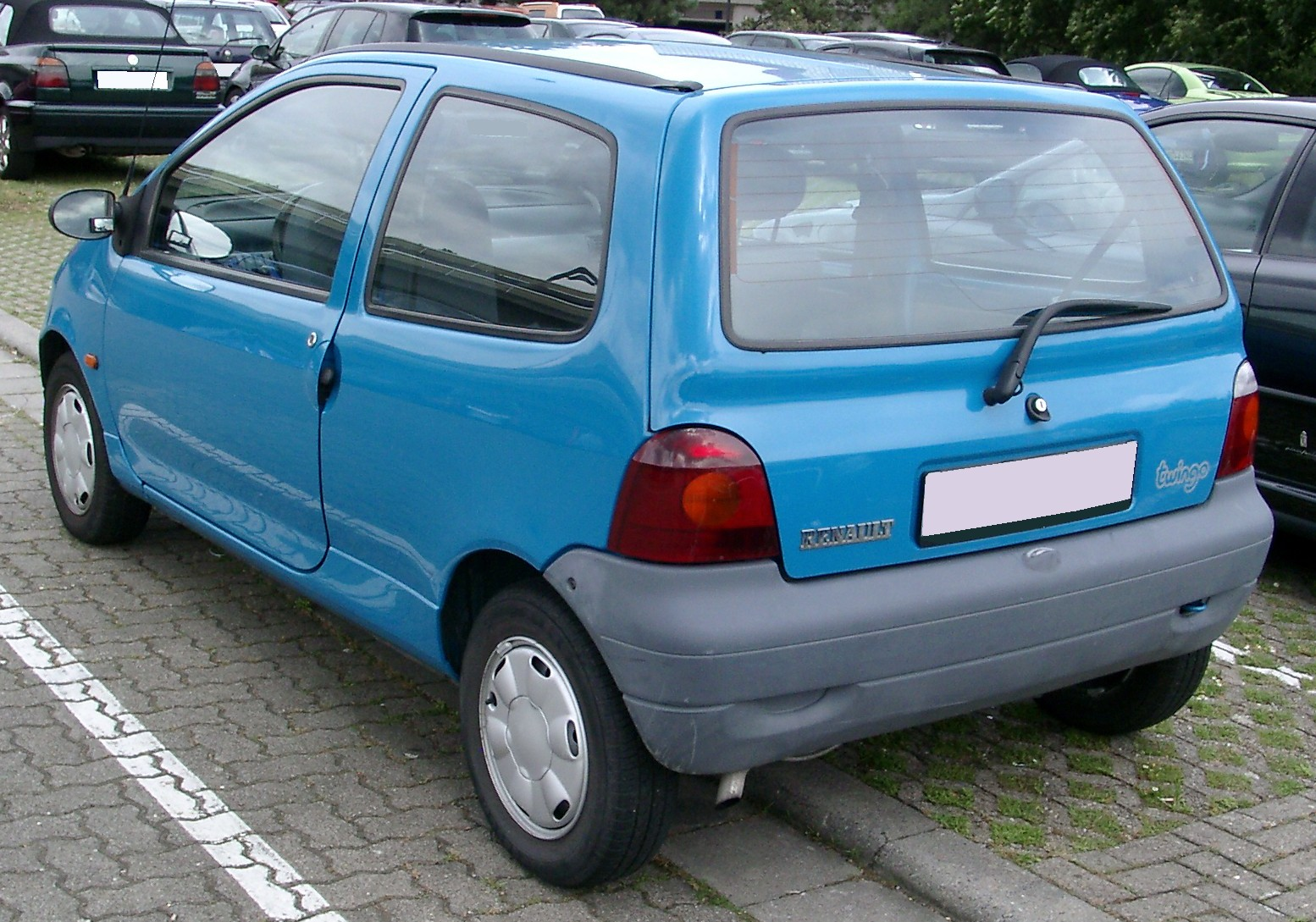
1993–1998 توينجو من الخلف
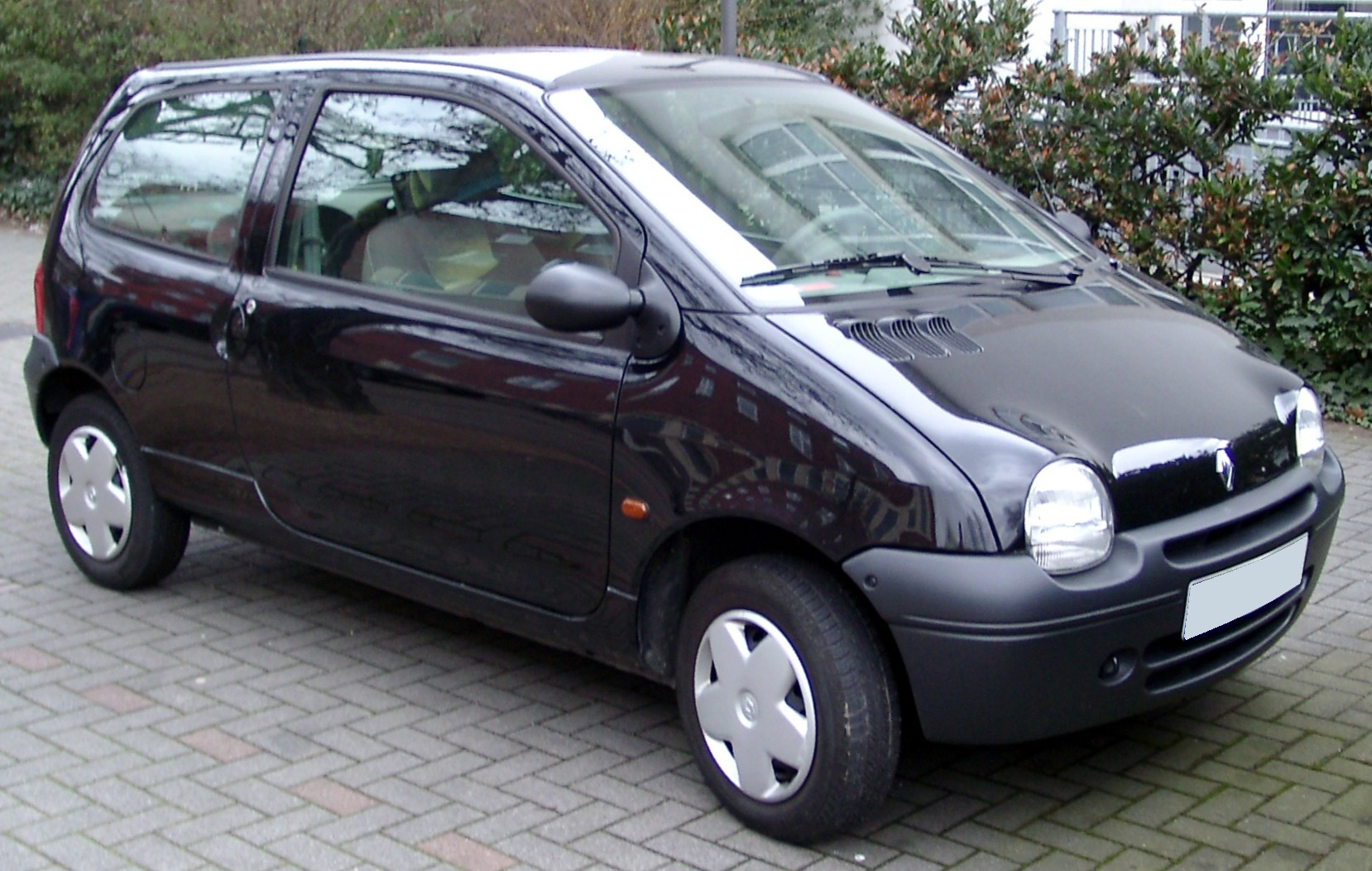
1998–2000 مقدمة ، توينجو
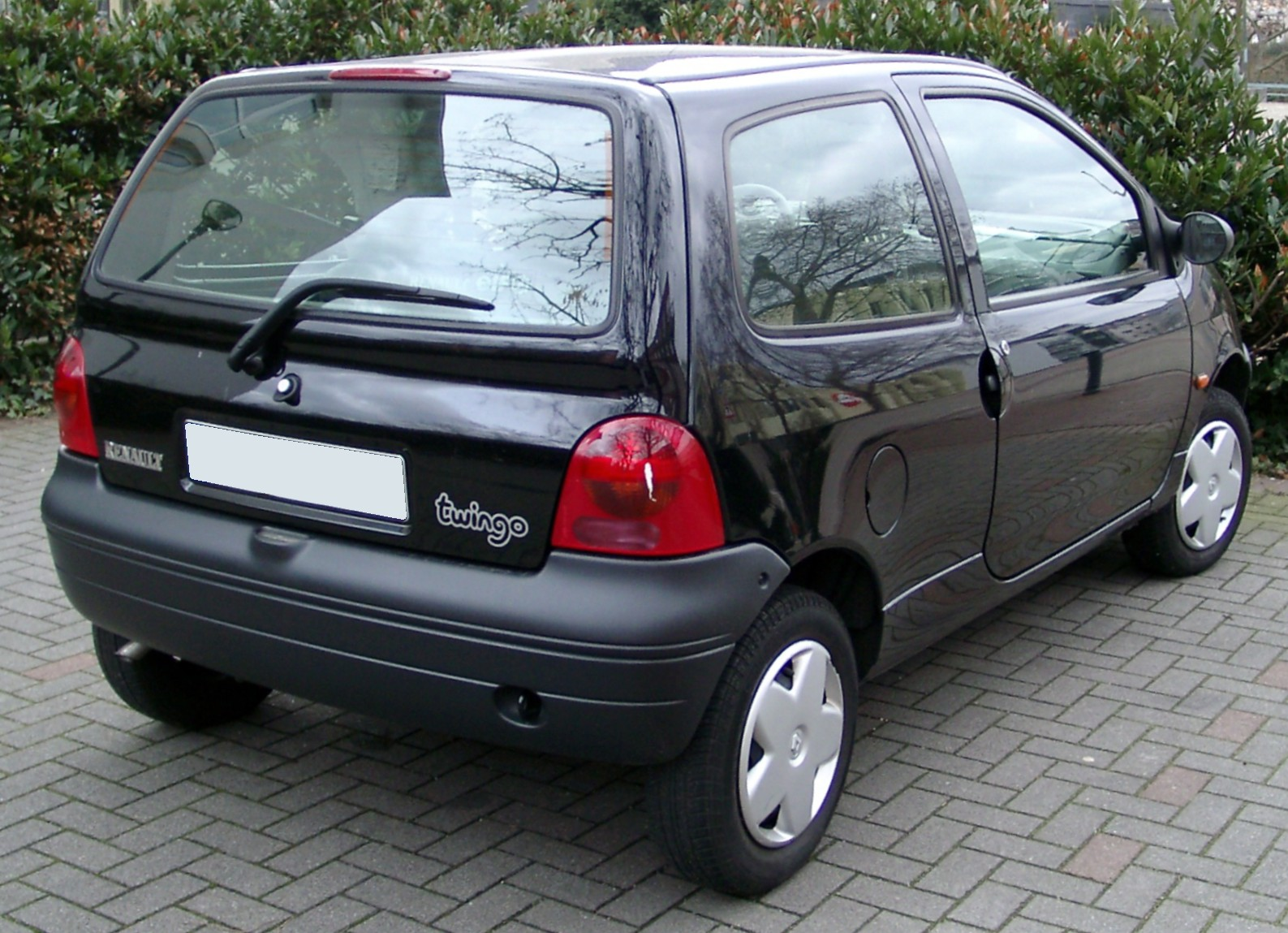
1998–2000 توينجو من الخلف
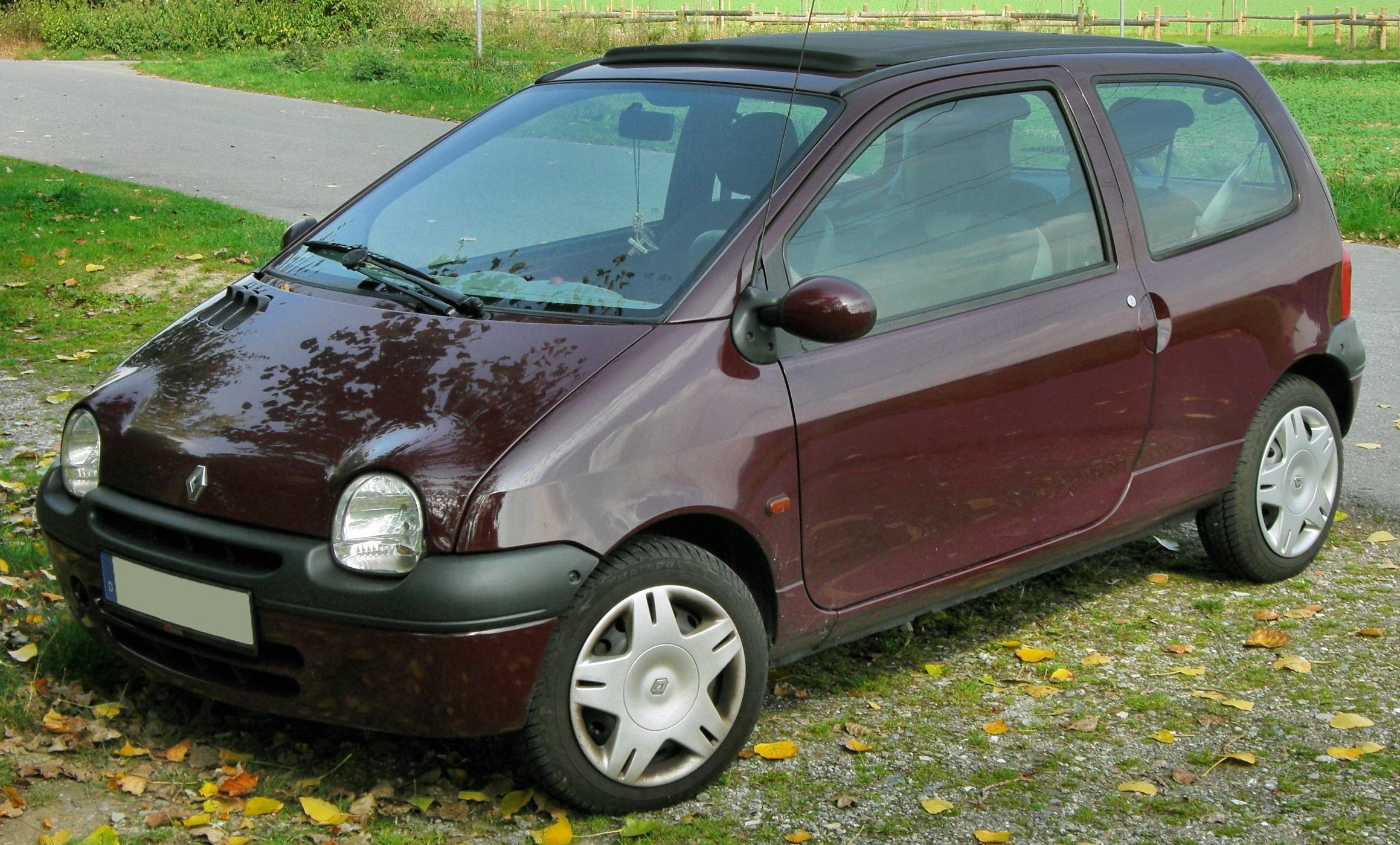
2000–2004 مقدمة ، توينجو
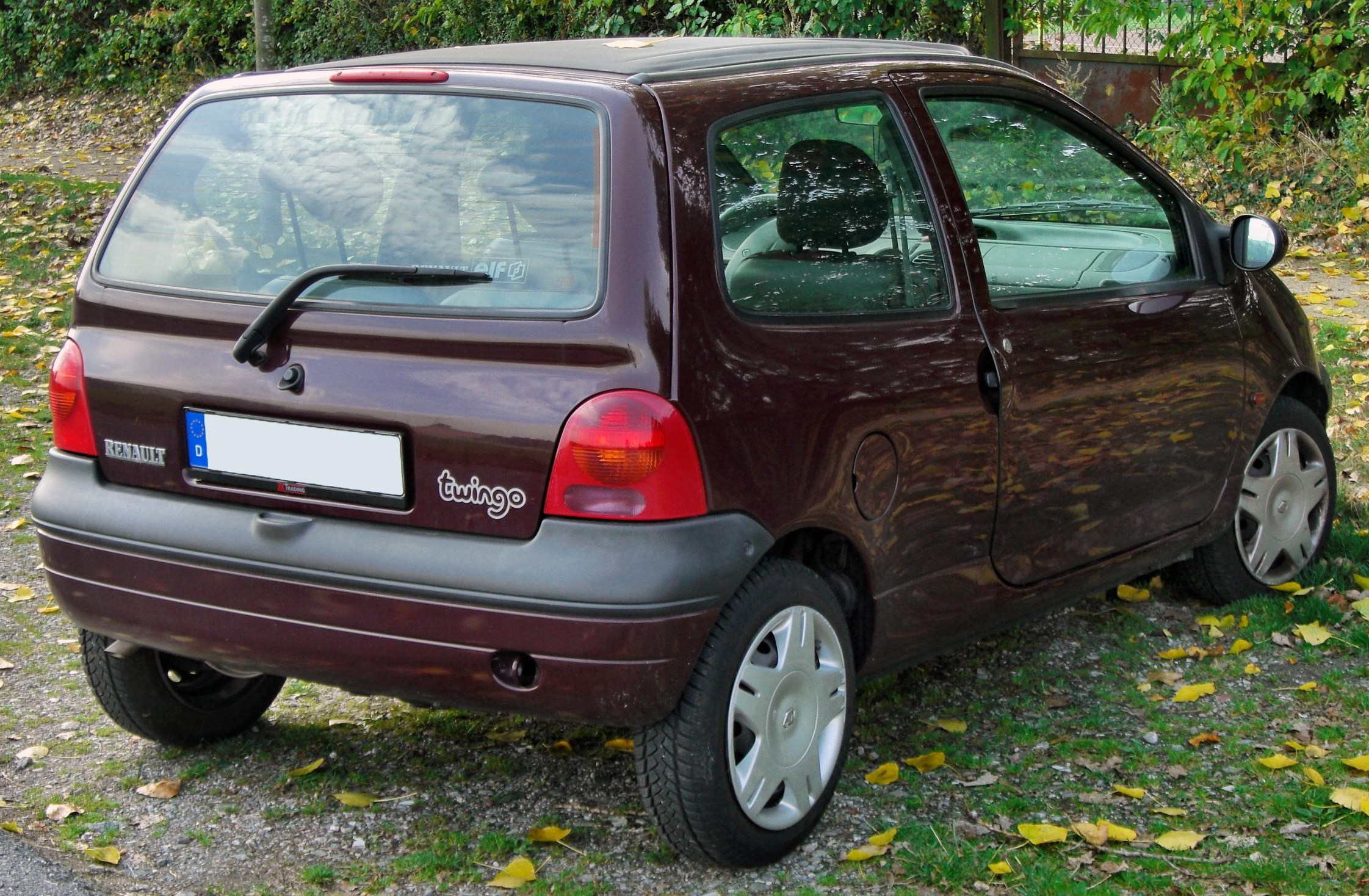
2000–2004 توينجو من الخلف
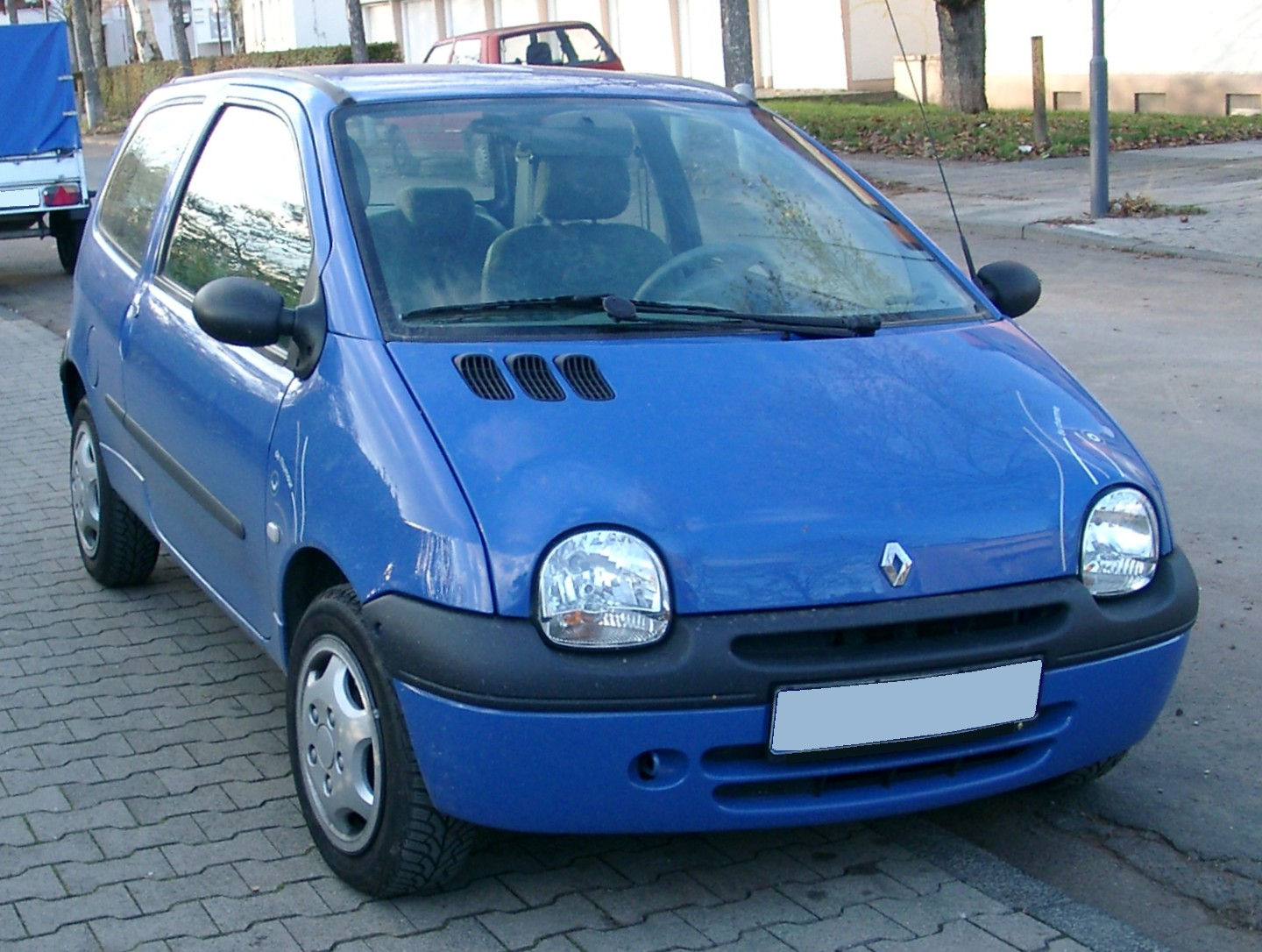
2004–2007 مقدمة ، توينجو (عجلات غير قياسية)
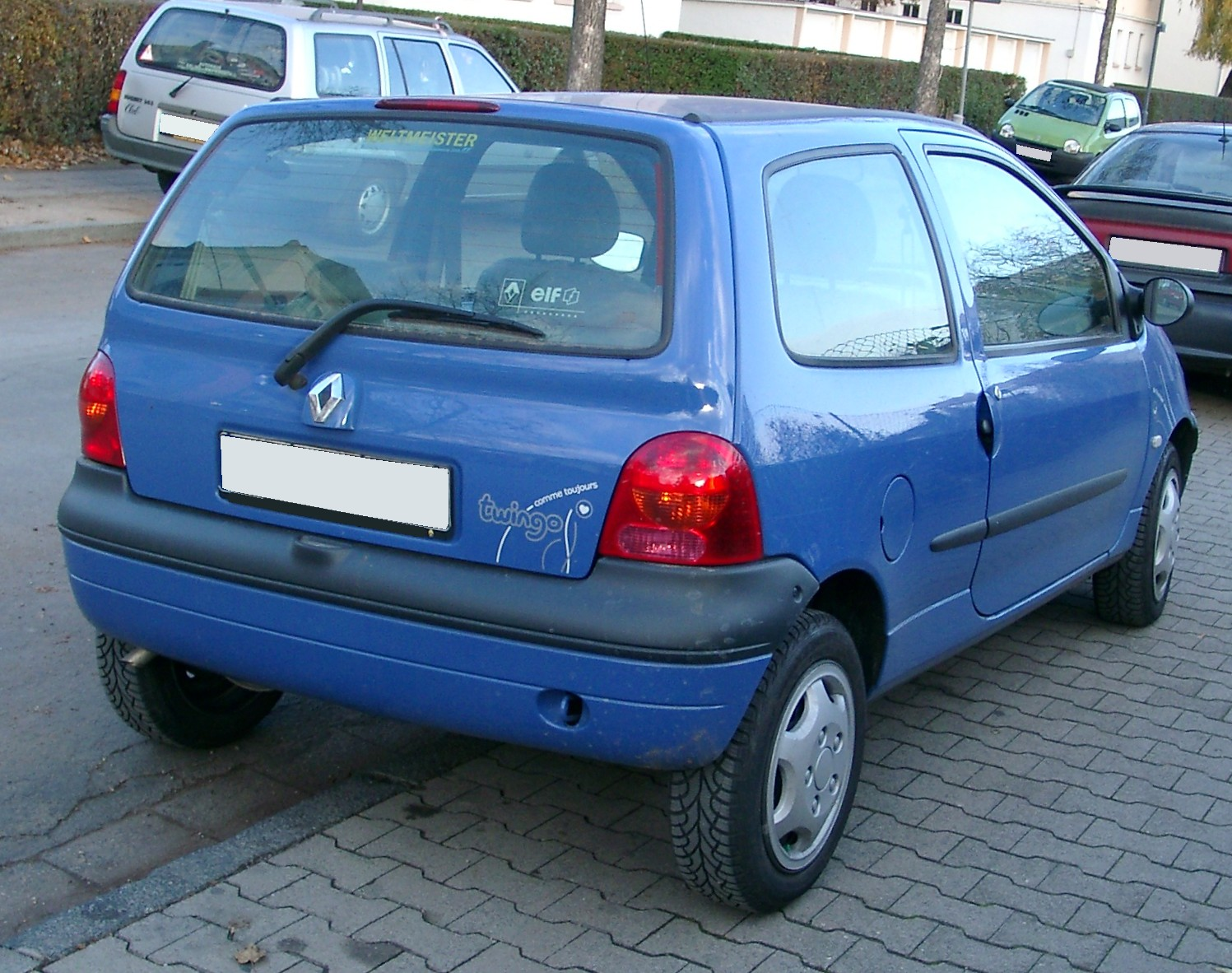
2004–2007 توينجو من الخلف (عجلات غير قياسية)

### السلامة في توينجو 1
نتائج برنامج تقييم السيارات الجديدة الأوروبي:
- الركاب البالغين: , سجل 23
- المشاة: , سجل 11

## الجيل الثاني (2007 - 2014)

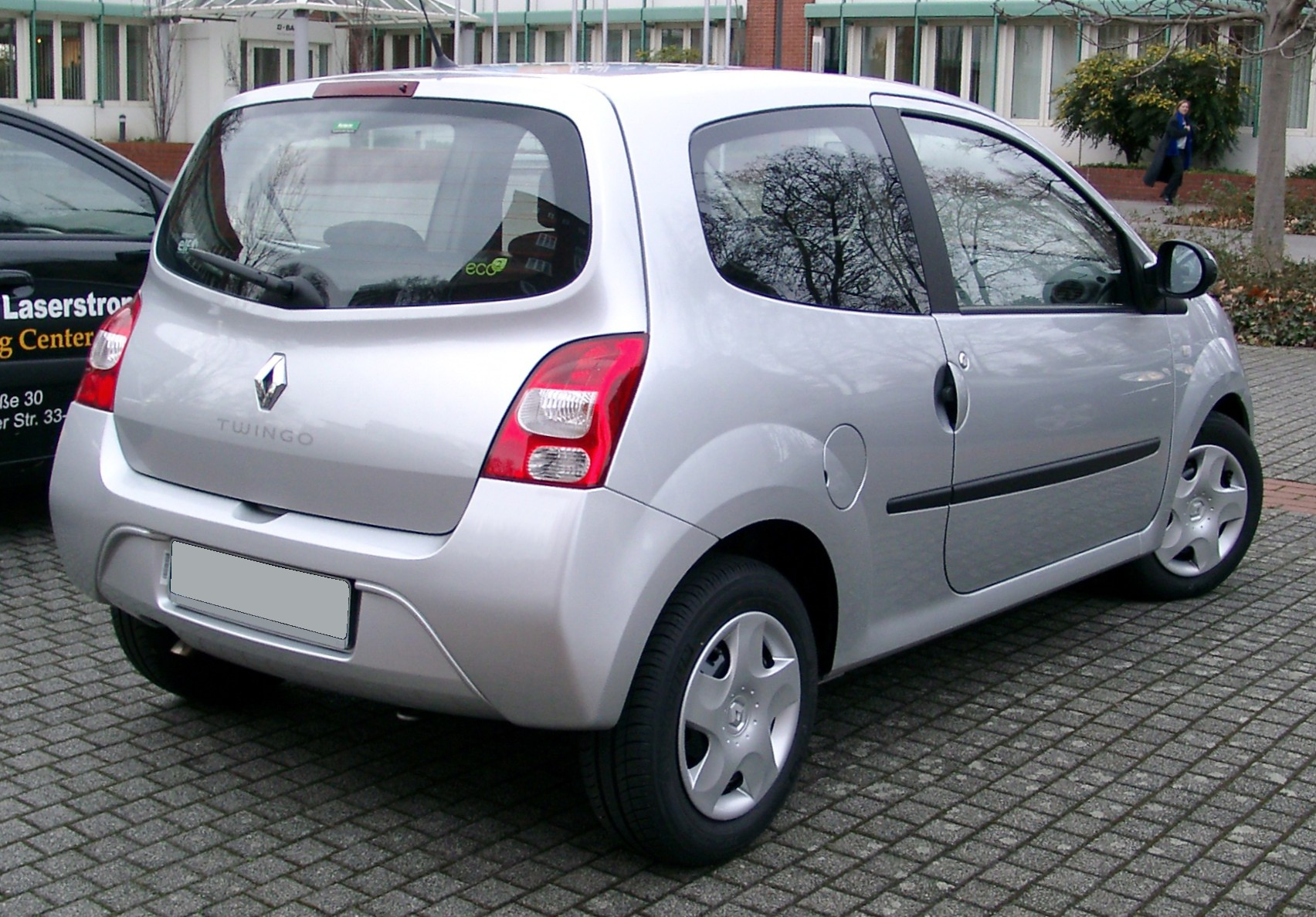
توينجو 2 من الخلف
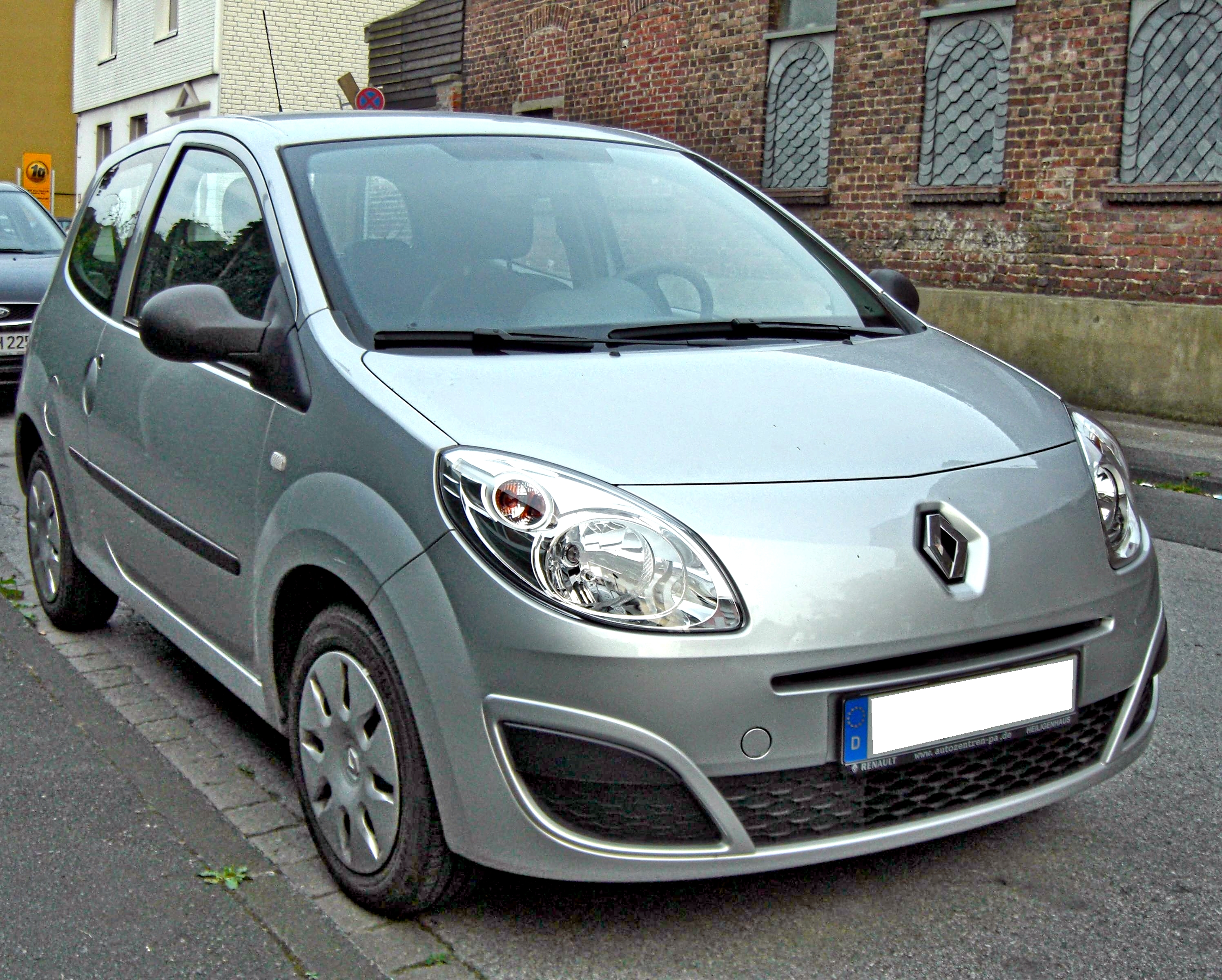
توينجو 2 النموذج الأول
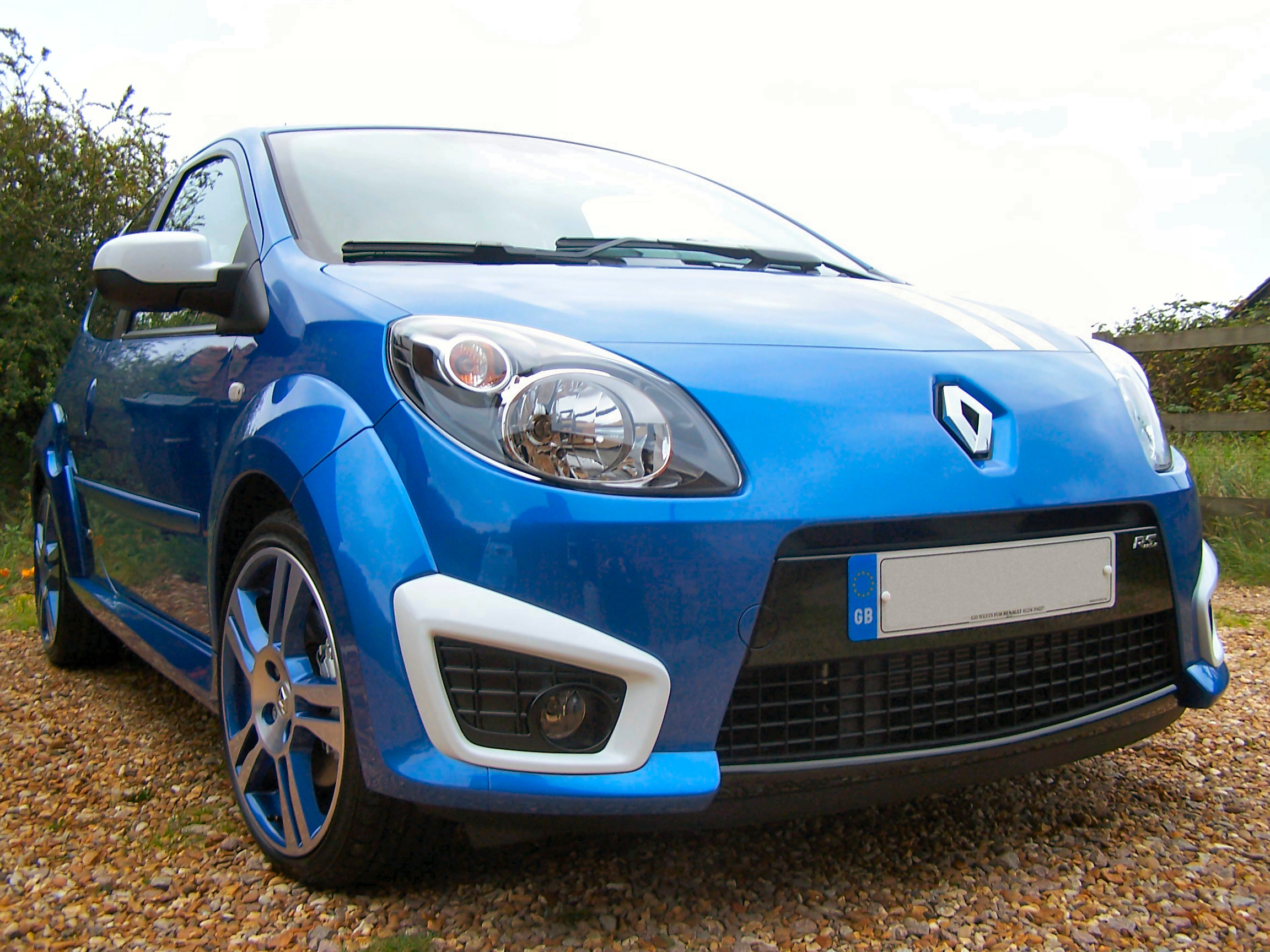
توينجو أر أس جورديني

في 2006 تم تقديم نموذج أولي في معرض باريس للسيارات وكان أول ظهور لنموذج توينجو 2 في معرض جنيف للسيارات عام 2007 مع خفض حصة السوق الفرنسي وقد حمل النموذج عدة أسماء (Expression), (Initiale), (Dynamique),(GT).استخدمت تصاميم كليو2، طورت أنظمة الأمان في توينجو 2 وتوفرت بتشكيلتين مقود يمين ومقود شمال. بدأ الإنتاج في فرنسا لينتقل بعد ذلك لمصنع رينو في سلوفينيا.
في جانفي 2008، ظهرت توينجو رينو سبورت 133، بمحرك قدرته 133 حصان وسعة 1.589 سي سي وكان ذلك في معرض جنيف للسيارات. في أوت 2013 تم التوقف عن إنتاج نموذج 133.
في جويلية 2011، ظهرت توينجو 2 بنموذج محدث في معرض فرانكفورت للسيارات، حيث كان نمط التصميم واضحا على السيارة، فقد تم إعادة تصميم مصدات الصدمات والمصابيح الخلفية.
في 16 مارس 2011 فازت سيارة توينجو 2 بجائزة «أفضل سيارة مدينة» ضمن جوائز باركر للسيارات الجديدة.

### السلامة في تونجو 2
نتائج برنامج تقييم السيارات الجديدة الأوروبي:
- الركاب البالغين: , سجل 28
- المشاة: , سجل 11

## الجيل الثالث (2014 - 2021)
ظهر الجيل الثالث من توينجو لأول مرة في مارس 2014، في معرض جنيف للسيارات ، بخمسة أبواب ، ومحرك خلفي بدفع خلفي كذلك ، كما شاركت دايملر في وضع تصميم تويتجو 3 من خلال الجيل الثالث لسمارت فورتو وكذلك الجيل الثاني من سمارت فور فوور .يتم تصنيع الجيل الثالث من توينجو والجيل الثاني سمارت فورتو في نفس المصنع في سلوفينيا.

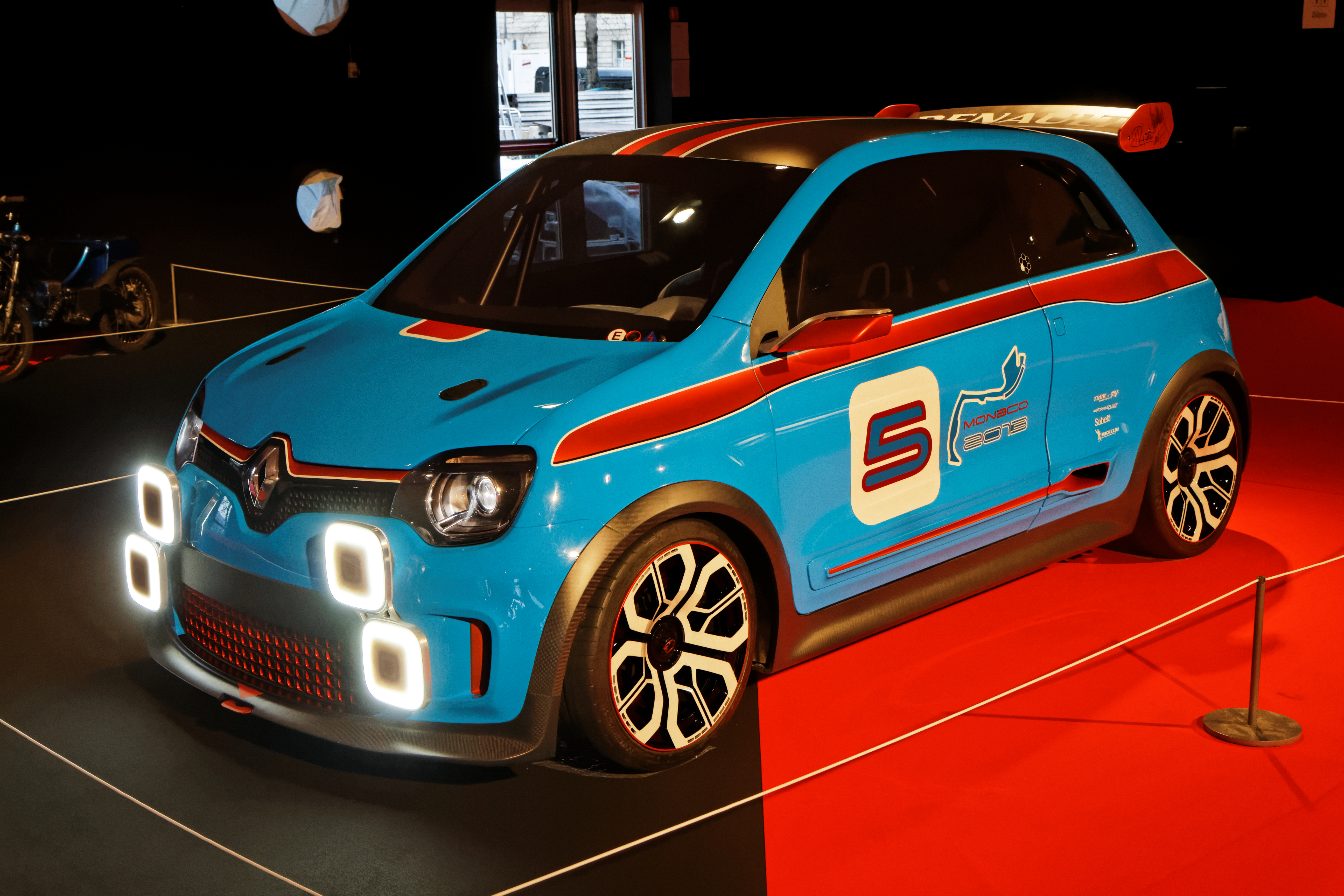
توينجو توين رين

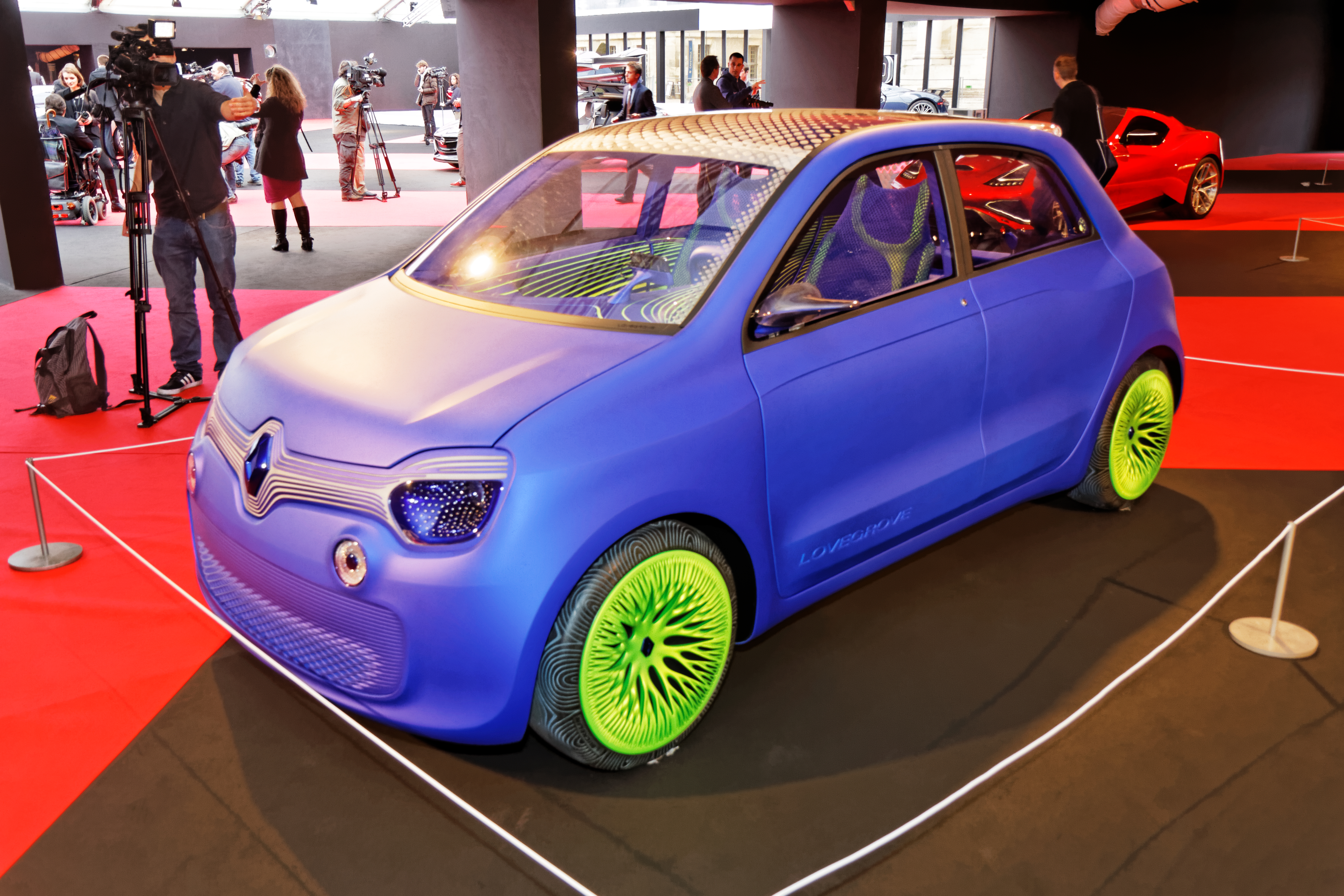
توينز

وضعت توينجو 3 تحت الاختبار في سبتمبر 2013، قبل ذلك ظهرت باسم توينز (Twin'Z) وتوينز ران (Twin'Run) في أفريل 2013، وعرضت في مايو من نفس السنة في سباق الجائزة الكبرى في موناكو. دخل الجيل الثالث من توينجو حيز الإنتاج في مايو 2014 وبدأ تسويقها في السوق الأوروبية في سبتمبر 2014..

### التصميم والتطوير
رينو ودايملر في إطار الشراكة بينهما تم الإعلان عن مشروع إديسون "Project Edison" بهدف إنجاز منصة لصناعة سياات المدينة الصغيرة في كلا الشريكتين. تم إنتاج أول سياة باستخدام منصة الجيل الثالث من توينجو والجيل الثاني من سمارت فور فوور، رينو ودايملر إستثمرا بالتساوي خلال مرحلة التطوير، لكن بعد ذلك رينو تخصصت في إنتاج المحركات ودايملر في التحويل في المراحل اللاحقة، أخذ مصممي رينو الإلهام من رينو 5  والجيل الأول من توينجو، مع إدراج دور فلورانس فان دن آكر في وضع التصميم. أطلقت السيارة بأربعة خيارات من الألوان كما في توينجو الأصلية.

### تفاصيل تقنية
توينجو 3 هي أقصر بحوالي 100 ملم من توينجو 2. تصميمها .ذو المحرك الخلفي يحسن من القدرة على المناورة ويزيد مساحة المقصورة، ولكن يقلل من سعة صندوق الأمتعة. استخدم في السيارة هيكل خمسة أبواب، والذي يختلف ذلك عن سابقاتها ذات ثلاثة إبواب. استخدمت مكابح (TCE 70) هي الفرامل الأسطوانية من جميع الجهات.

### تجهيزات
تم تجهيز السيارة على أربعة مستويات: (Expression)، (Play)، (Dynamique)، (Dynamique S) مع خيارات مختلفة، من بينها إمكانية استخدام الهاتف الذكي كلوحة العدادت (R&Go) كما تتمتع بنظام (R-Link) الترفيهي..

#### السلامة
وفقا لمعايير السلامة الأوروبية تتضمن السيارة مستشعر ضغط الهواء في الإطارات، منبه حزام الأمان، كما تتضمن أربعة وسائد هوائية وكذلك أربعة أخرى للرأس والصدر وكذلك وسائد هواء جانبية.euroncap.
- الركاب البالغين: سجل 30
- الركاب الأطفال: سجل 40
- المشاة: سجل 25
- على العموم: